# Elegant Angel
Elegant Angel Productions é uma produtora de filmes pornográficos americana sediada em Canoga Park, na Califórnia, fundada por Patrick Collins. A empresa é considerada uma das pioneiras da pornografia gonzo, e seus filmes ganharam inúmeros prêmios. Teve seus filmes inicialmente lançados no Brasil pela extinta Buttman e posteriormente pela Red Angel Filmes sob o selo Platinum Plus. Em 2011 voltaram a ser distribuídos pela Extreme Angel.

## Prêmios
- 1996 AVN Award - 'Best Vignette Release' for Sodomania 12[4]
- 1997 AVN Award - Best Amateur Series - Filthy First Timers[4]
- 1997 AVN Award - 'Best Vignette Release' for Sodomania 16[4]
- 1998 AVN Award - Best Gonzo Series - Cumback Pussy[4]
- 1999 AVN Award - 'Best Vignette Release' for Sodomania 24[4]
- 2000 AVN Award - 'Best Vignette Release' for Sodomania 28[4]
- 2000 AVN Award - Best Oral-Themed Series - Blowjob Adventures of Dr. Fellatio"[4]
- 2001 AVN Award - Best Oral-Themed Series - Blowjob Adventures of Dr. Fellatio"[4]
- 2002 AVN Award - Best Ethnic-Themed Release - Freakazoids[4]
- 2003 AVN Award - Best Specialty Release - Big Bust - Heavy Handfuls[4]
- 2003 AVN Award - Best Vignette Release - Mason's Dirty Trixxx[4]
- 2004 AVN Award - Best Specialty Big Bust Release - Heavy Handfuls 2[5]
- 2004 AVN Award - Best Vignette Tape - Mason's Dirty Trixxx 2[5]
- 2004 AVN Award - Best Vignette Release - Mason's Dirty Trixxx 2[4]
- 2005 AVN Award - Best Vignette Series - Sodomania[6]
- 2005 AVN Award - Best Anal-Themed Feature - Big Wet Asses 3[6]
- 2005 AVN Award - Best Specialty Release, Other Genre - Cytherea Iz Squirtwoman[6]
- 2006 AVN Award - Best Specialty Release - Squirting - Flower's Squirt Shower 2[7]
- 2006 AVN Award - Best Oral-Themed Series - Glazed and Confused[7]
- 2006 AVN Award - Best Anal-Themed Series - Big Wet Asses[7]
- 2007 AVN Award - Best Anal-Themed Series - Big Wet Asses[4]
- 2007 AVN Award - Best Specialty Release - Squirting - Flower's Squirt Shower 3[4]
- 2007 AVN Award - Best Specialty Series - Squirting - Flower's Squirt Shower[4]
- 2008 AVN Award - Best Anal-Themed Series - Big Wet Asses[8]
- 2008 AVN Award - Best Gonzo Release - Brianna Love Is Buttwoman[8]
- 2008 AVN Award - Best MILF Release - It's a Mommy Thing[8]
- 2008 AVN Award - Best Squirting Release - Flower's Squirt Shower 4[8]
- 2008 AVN Award - Best Squirting Series - Jada Fire Is Squirtwoman[8]
- 2008 Empire Award - Best Overall Studio - Elegant Angel[9]
- 2008 Empire Award - Best All-Sex DVD  - Alexis Texas is Buttwoman[9]
- 2009 AVN Award - Best All-Sex Release - Alexis Texas is Buttwoman[10]
- 2009 AVN Award - Best Big Bust Series - Big Wet Tits[10]
- 2009 AVN Award - Best Big Butt Release - Big Wet Asses 13[10]
- 2009 AVN Award - Best Big Butt Series - Big Wet Asses[10]
- 2009 AVN Award - Best Solo Release - All By Myself 3[10]
- 2009 AVN Award - Best Squirting Release - Jada Fire is Squirtwoman 3[10]
- 2009 AVN Award - Best Squirting Series - Jada Fire Is Squirtwoman[10]
- 2009 AVN Award - Best Young Girl Series - It's a Daddy Thing[10]
- 2009 XRCO Award - Best Gonzo Movie - Alexis Texas is Buttwoman[11]
- 2009 XRCO Award - Best Gonzo Series - Big Wet Asses[11]
- 2009 XBIZ Award - Gonzo Release of the Year - Performers of the Year[12]